# Drunk
"Drunk" é uma canção do cantor e compositor britânico Ed Sheeran. Foi lançado como o quarto single de seu álbum de estúdio de estréia, + em 17 de fevereiro de 2012. A música foi escrita por Ed Sheeran e Jake Gosling e produzida por Gosling. 
O single entrou na UK Singles Chart na 63ª posição. Na semana seguinte, ele subiu para a posição 29. Mais tarde, ele alcançou a 9ª posição, tornando-se seu quarto single no top 10 nesse gráfico naquele momento.

## Antecedentes
Em 14 de janeiro de 2012, Ed Sheeran anunciou no Twitter que a sua canção, "Drunk", seria lançado como o quarto single de seu álbum de estréia + dizendo: "Então, meu próximo single será Drunk, eu tenho dois videoclipes para você..... :)". O videoclipe oficial da canção, lançado em 23 de janeiro de 2012, apresenta um gato que tira Ed e o deixa bêbado para distraí-lo de uma ruptura. A garota no vídeo, é a cantora que o apoiou na turnê do álbum, Nina Nesbitt. Outro vídeo foi lançado vários dias antes feito por seu primo. O videoclipe apresentou uma mistura de clipes de sua turnê no Reino Unido.

## Faixas e formatos
| Download digital |                                             |         |  |
| N.º              | Título                                      | Duração |  |
| 1.               | "Drunk" (Rudimental Remix)                  | 4:42    |  |
| 2.               | "Drunk" (Doctor P Remix)                    | 3:46    |  |
| 3.               | "Drunk" (Lazy Jay's Wasted In London Remix) | 5:18    |  |
| 4.               | "Drunk" (Lazy Jay's Rave-O-Lution Remix)    | 5:00    |  |
| 5.               | "Drunk" (Jayglo Remix)                      | 4:31    |  |